# Richard Ravalomanana
Richard Ravalomanana (14 de dezembro de 1959) é um político malgaxe, ex-militar que foi presidente interino de Madagáscar entre outubro e dezembro de 2023 e é presidente do Senado de Madagáscar desde 2023. Alguns meios de comunicação afirmaram que Ravalomanana é colaborador de Andry Rajoelina.
Após muitos anos de experiência militar, foi nomeado Comandante da Gendarmaria em 2012. Serviu como Conselheiro Especial do Presidente Andriy Rajoelina para Assuntos de Segurança Nacional de 2022 a 2023. Imediatamente após Raza Fimahefa ter sido destituído por unanimidade de seu cargo de Presidente do Senado. Em uma sessão especial do Senado em 12 de outubro de 2023, foram realizadas eleições para presidente do Senado. Na eleição para Presidente do Senado, Ravalomanana foi eleito Presidente do Senado com 15 votos a favor e 3 abstenções.
Em 27 de outubro de 2023, o Tribunal Constitucional decidiu que os poderes presidenciais devem ser exercidos pelo Presidente do Senado, e Ravalomanana assumiu o cargo de presidente interino.